# Elizabeth Shippen Green
Elizabeth Shippen Green (1 de septiembre de 1871 – 29 de mayo de 1954) fue una ilustradora estadounidense.  Ilustró libros infantiles y trabajó para publicaciones como Ladies' Home Journal, The Saturday Evening Post y Harper's Magazine.

## Educación
Green ingresó en la Academia de Bellas Artes de Pensilvania en 1887 y estudió con los pintores Thomas Pollock Anshutz, Thomas Eakins, y Robert Vonnoh. En 1897, tras recorrer Europa, continuó sus estudios con Howard Pyle en la Universidad Drexel, donde conoció a Violet Oakley y Jessie Willcox Smith.

## Ilustradora
Green comenzó a publicar a los dieciocho años, y a realizar dibujos e ilustraciones en bolígrafo y tinta para St. Nicholas Magazine, Woman's Home Companion y The Saturday Evening Post. En 1901, firmó un contrato de exclusividad con Harper's Monthly, convirtiéndose en la primera mujer ilustradora de la publicación. También fue ilustradora de libros, carteles para organizaciones populares y publicidades.

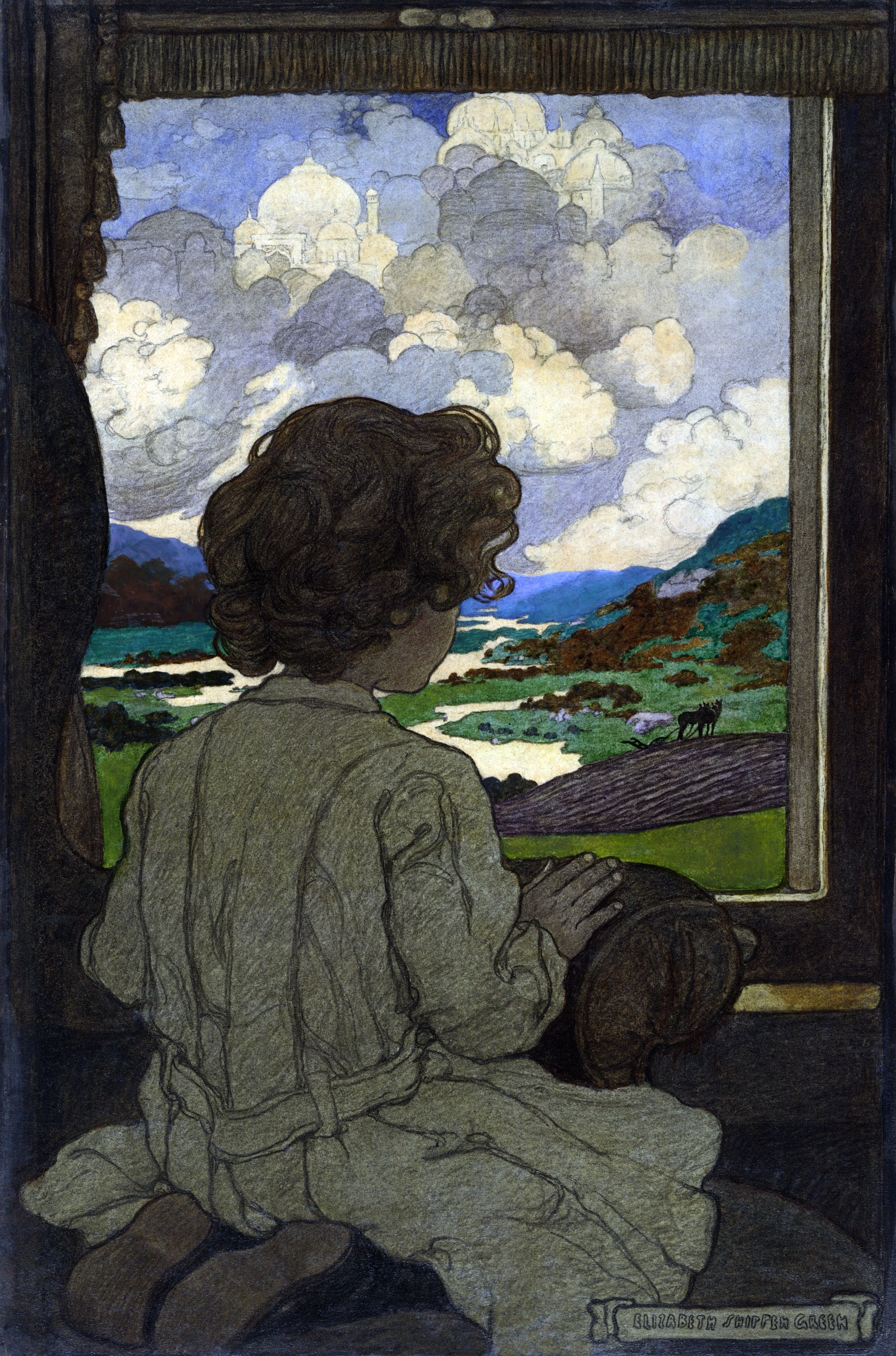
"The Journey", para una serie de poemas de Josephine Preston Peabody, 1903
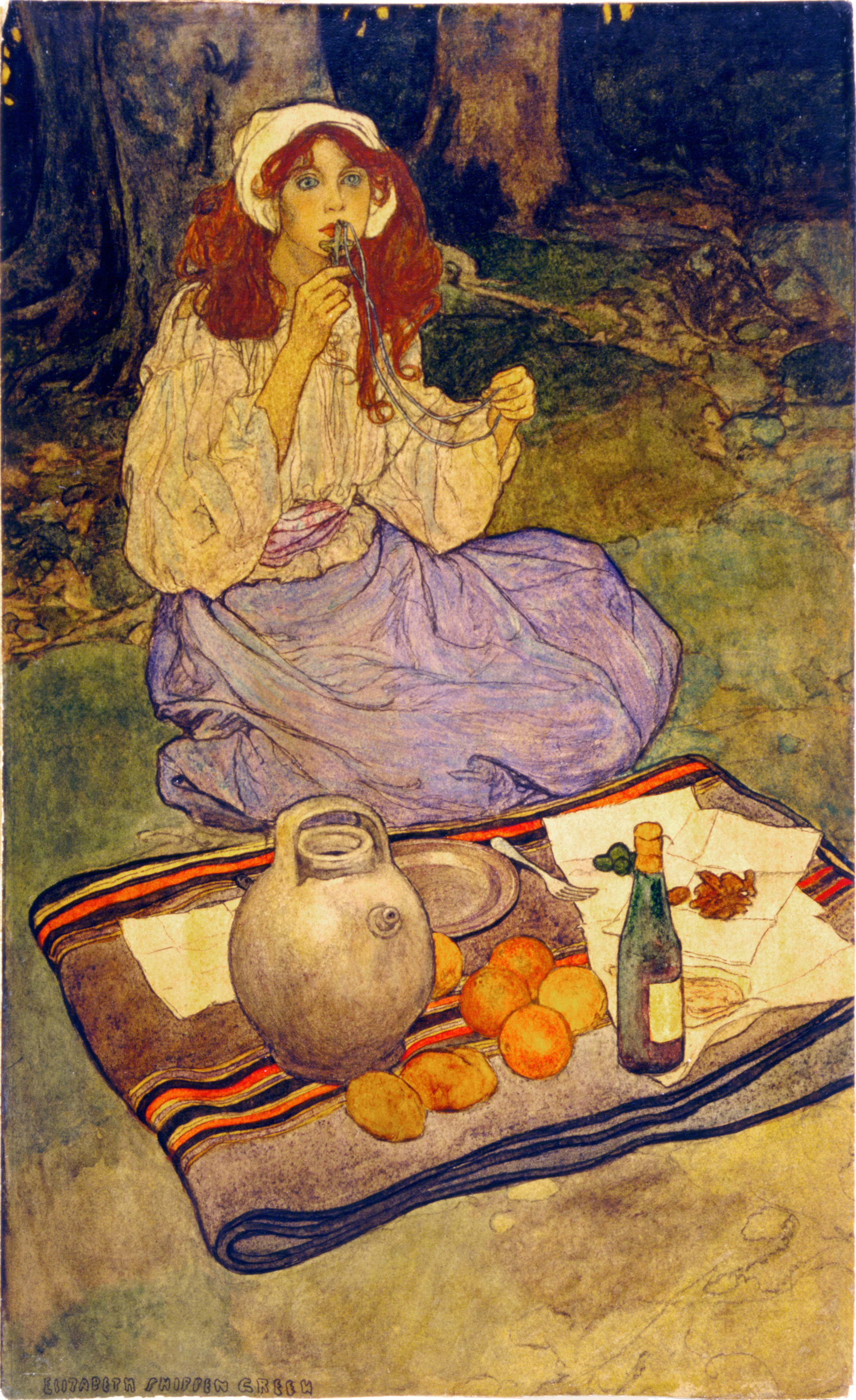
"Miguela, kneeling still, put it to her lip", Harpers' Magazine, 1906
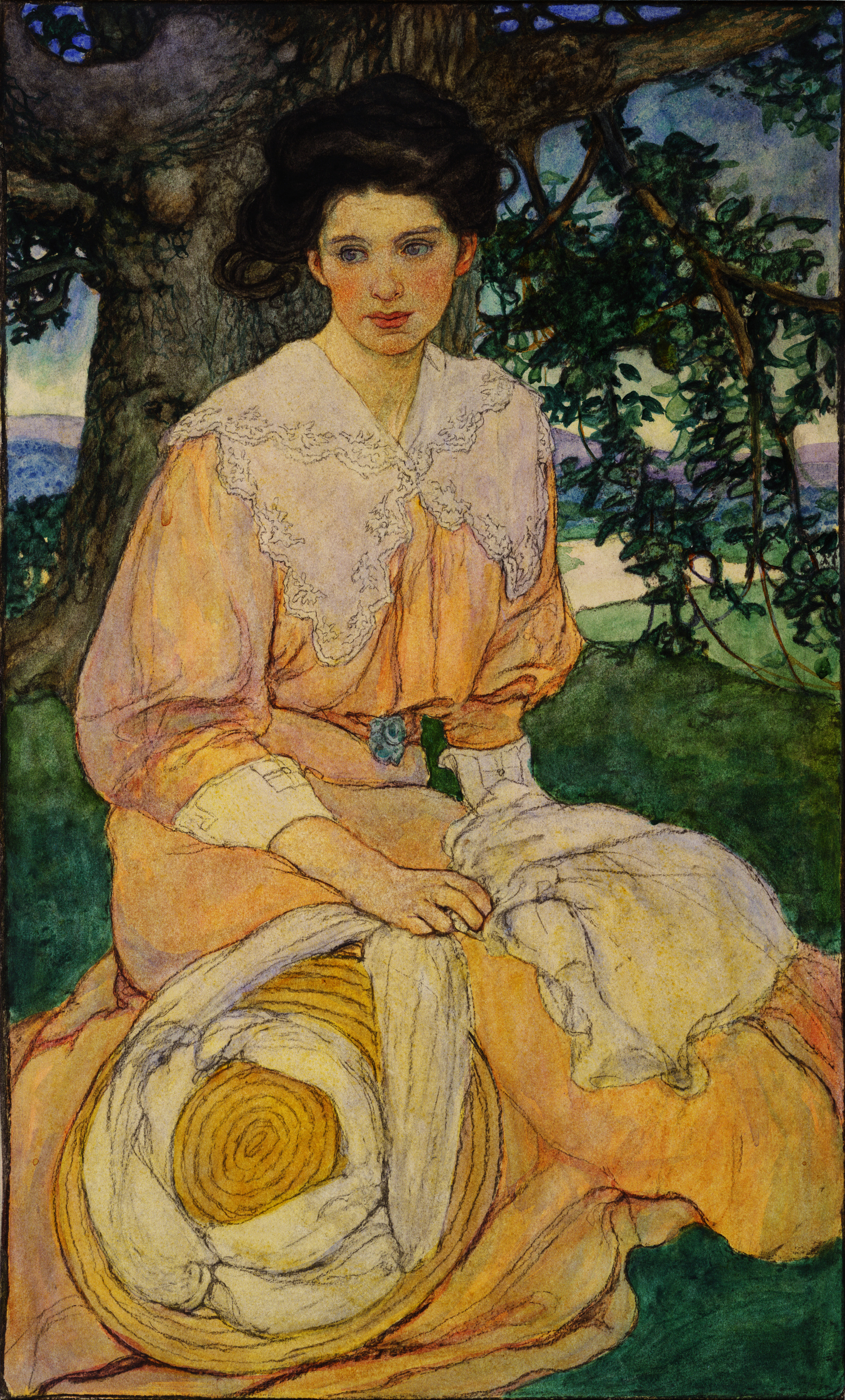
"Giséle", Harpers' Magazine, 1908
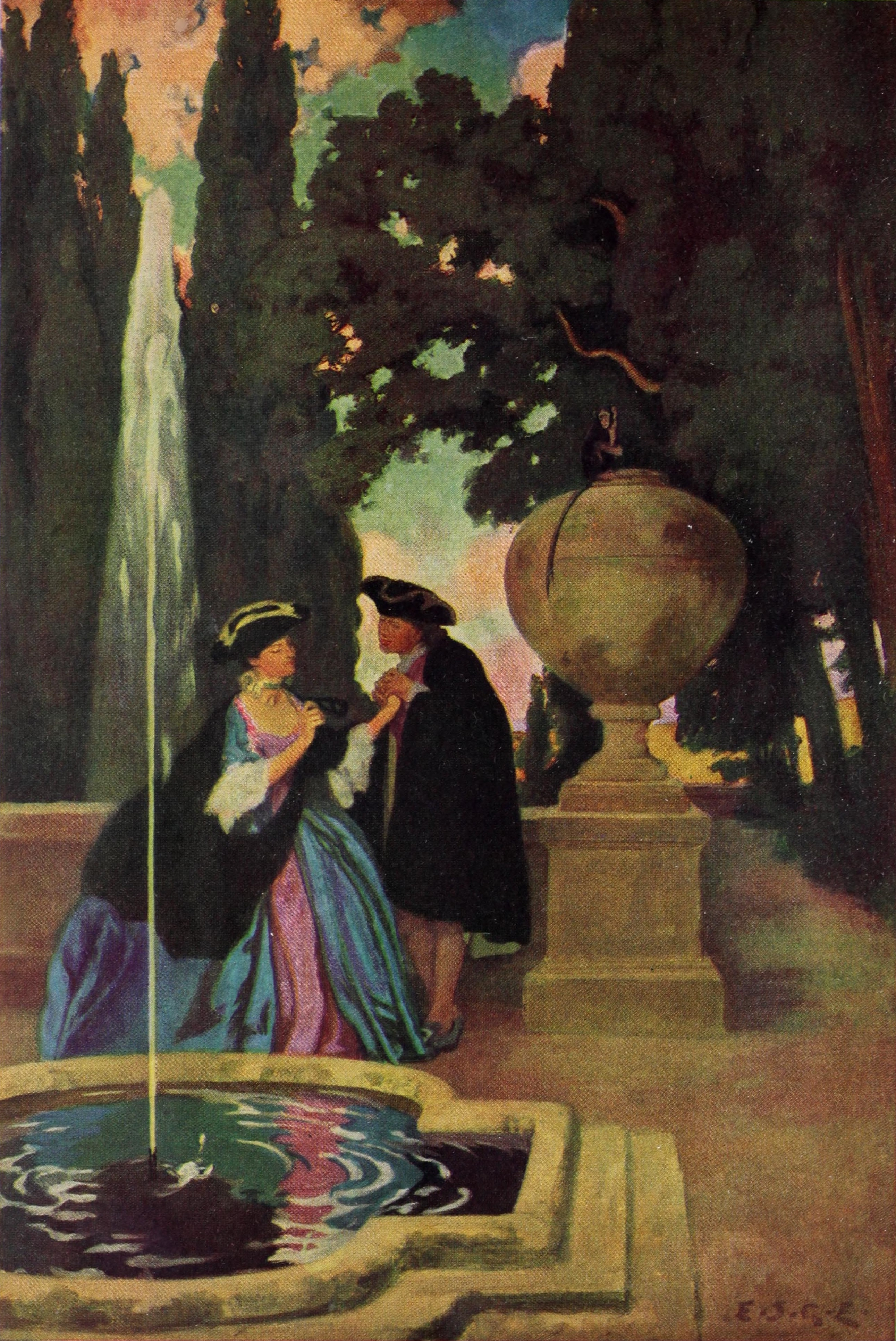
Harpers' Magazine, 1922

En 1905, Green ganó el Premio Mary Smith en la exposición anual de la Academia de Bellas Artes de Pensilvania. En 1994, fue elegida de manera póstuma para ingresar en el Salón de la Fama de la Sociedad de Ilustradores.

## Vida personal

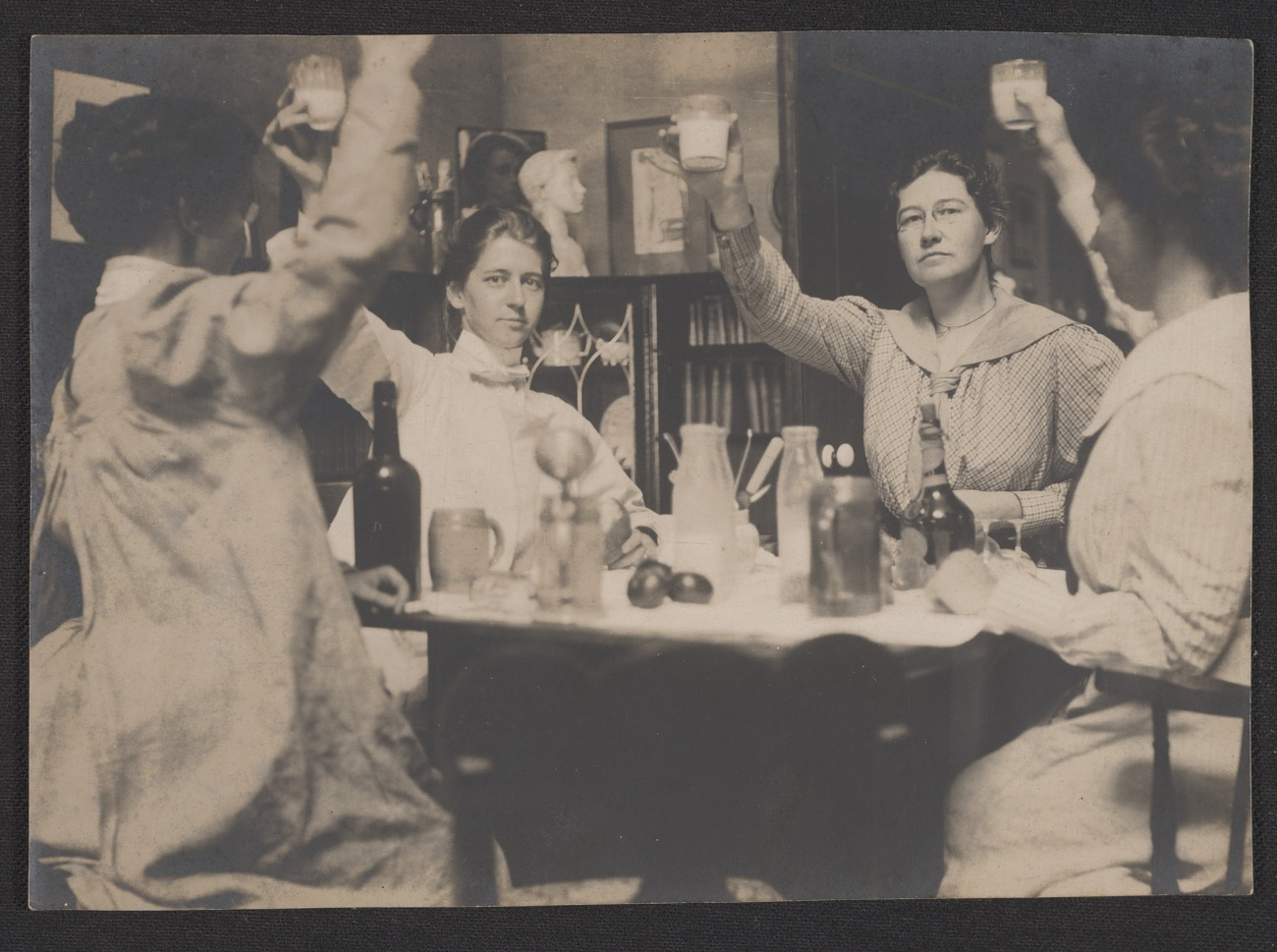
Violet Oakley, Jessie Willcox Smith, Elizabeth Shippen Green, y Henrietta Cozens, ca. 1901

Green mantuvo una amistad duradera con Oakley y Smith. Vivieron juntas primero en la Posada de la Rosa Roja (lo que les valió el apodo de "Chicas de la Rosa Roja", acuñado por Pyle) y más tarde en Cogslea, su casa en el barrio Mount Airy de Filadelfia.
Green y sus amigas son un ejemplo del ideal de la Nueva Mujer, que estaba en auge en las primeras décadas del siglo XX, y permitió a muchas mujeres comenzar y mantener exitosas carreras como ilustradoras, entre otras profesiones. Green fue miembro del The Plastic Club, una de las más antiguas organizaciones para mujeres artistas en Estados Unidos, creado para fomentar el trabajo de sus miembros así como la colaboración artística.
Tras la muerte de sus padres, en 1911, a los treinta y nueve años, Green se casó con el artista y educador Huger Elliott, y se mudó de Cogslea. Continuó trabajando durante las décadas siguientes, publicando trabajos en más de 30 libros e incontables revistas. Tras la muerte de su esposo en 1951, Green volvió a vivir con sus amigas y colegas. Falleció en mayo de 1954, tras una larga lucha contra el cáncer.